# 멕시코 스페인어
멕시코 스페인어(스페인어: español mexicano)는 멕시코에서 쓰이는 스페인어이다.

## 같이 보기
- 아메리카 스페인어

- 베네수엘라 스페인어
- 볼리비아 스페인어
- 칠레 스페인어

- 반도 스페인어

- 카스티야 스페인어